# All my Life – Liebe, als gäbe es kein Morgen
All my Life – Liebe, als gäbe es kein Morgen (Originaltitel: All My Life) ist ein US-amerikanischer Liebesfilm aus dem Jahr 2020. Regie führte Marc Meyers, das Drehbuch schrieb Todd Rosenberg nach der wahren Geschichte von Solomon Chau und Jennifer Carter.
Im Vereinigten Königreich kam der Film am 23. Oktober 2020 in die Kinos und in den USA am 4. Dezember 2020.

## Handlung
Sol und Jennifer sind sehr verliebt. Sie sind verlobt und wollen bald heiraten. Dann erfährt Sol, dass er Leberkrebs hat. Anstatt die Hochzeit abzusagen, entschließen sie sich diese trotzdem zu feiern.

## Produktion
Universal Pictures kündigte den Film im August 2017 an und vergab an Todd Rosenberg einen Auftrag für ein Drehbuch. Im Juli 2018 wurde bekannt, dass Marc Meyers Regie führen würde. Im September 2019 wurde Jessica Rothe besetzt und einen Monat später Harry Shum junior. Einen weiteren Monat später stießen Michael Masini, Chrissie Fit, Greg Vrotsos, Jay Pharoah, Marielle Scott, Kyle Allen, Mario Cantone, Keala Settle und Ever Carradine zur Besetzung. Im Dezember 2019 wurden noch Josh Brener und Jon Rudnitsky engagiert.
Die Dreharbeiten fanden von 31. Oktober bis 20. Dezember 2019 in New Orleans statt.

## Rezeption
Am Startwochenende spielte der Film in 970 Kinos 370.315 US-Dollar ein, am zweiten Wochenende waren es 215.000 Dollar.
Bei Rotten Tomatoes erhielt der Film ein Rating von 57 Prozent basierend auf 47 Rezeptionen. Tenor der Kritiken war: All My Life lebt von der Chemie zwischen den Hauptdarstellern.